# برلينغتون
بيرلينغتون، هي أكبر مدينة في ولاية فيرمونت من حيث عدد السكان، وهي أيضًا مقر مقاطعة شيتندن. تقع المدينة على بعد 45 ميلاً (72 كم) جنوب الحدود الكندية-الأمريكية و95 ميلاً (153 كم) جنوب مونتريال. وفقًا لتعداد الولايات المتحدة لعام 2020، بلغ عدد سكان بيرلينغتون 44,743 نسمة. تعتبر المدينة الأقل عددًا من حيث السكان بين أكبر المدن في الولايات الأمريكية الخمسين.
بيرلينغتون هي مدينة جامعية إقليمية، تضم جامعة فيرمونت وكلية شامبلين [الإنجليزية]. كما تضم المدينة أكبر مستشفى في فيرمونت وهو المركز الطبي بجامعة فيرمونت. بالإضافة إلى ذلك، تمتلك بيرلينغتون أكبر مطار في الولاية وهو مطار باتريك ليهي بيرلينغتون الدولي [الإنجليزية] الواقع في مدينة ساوث بيرلينغتون المجاورة. في عام 2015، أصبحت بيرلينغتون أول مدينة في الولايات المتحدة تعمل بالكامل على الطاقة المتجددة.

## التركيبة السكانية
حدّد مكتب تعداد الولايات المتحدة بيانات التركيبة السكانية لبرلينغتون في تعداد الولايات المتحدة. في ما يلي، التركيبة السكانية حسب تعدادي 2000 و2010.

### تعداد عام 2000
بلغ عدد سكان برلينغتون 38,889 نسمة بحسب تعداد عام 2000، وبلغ عدد الأسر 15,885 أسرة وعدد العائلات 7,055 عائلة مقيمة في المدينة. في حين سجلت الكثافة السكانية 969.1 نسمة لكل كيلومتر مربع (2,510.0/ميل2). وبلغ عدد الوحدات السكنية 16,395 وحدة بمتوسط كثافة قدره 408.5 لكل كيلومتر مربع (1,058.0/ميل2).
وتوزع التركيب العرقي للمدينة بنسبة 92.27% من البيض و1.78% من الأمريكيين الأفارقة و0.47% من الأمريكيين الأصليين و2.65% من الأمريكيين ذوي الأصول الآسيوية و0.02% من سكان جزر المحيط الهادئ و0.54% من الأعراق الأخرى و2.27% من عرقين مختلطين أو أكثر و1.40% من الهسبانيون أو اللاتينيون من أي عرق.
بلغ عدد الأسر 15,885 أسرة كانت نسبة 22.7% منها لديها أطفال تحت سن الثامنة عشر تعيش معهم، وبلغت نسبة الأزواج القاطنين مع بعضهم البعض 31.4% من أصل المجموع الكلي للأسر، ونسبة 10% من الأسر كان لديها معيلات من الإناث دون وجود شريك، بينما كانت نسبة 3% من الأسر لديها معيلون من الذكور دون وجود شريكة وكانت نسبة 55.6% من غير العائلات. تألفت نسبة 35.6% من أصل جميع الأسر من عدة أفراد يعيشون في نفس المنزل ونسبة 8.2% كانت تتألف من شخص يعيش بمفرده يبلغ من العمر 65 عاماً أو أكثر. وبلغ متوسط حجم الأسرة المعيشية 2.19، أما متوسط حجم العائلات فبلغ 2.86.
بلغ العمر الوسطي للسكان 29.2 عاماً. وكانت نسبة 16.1% من القاطنين تحت سن الثامنة عشر، وكانت نسبة 17.4% بين الثامنة عشر والرابعة والعشرين عاماً، ونسبة 30.6% كانت واقعةً في الفئة العمرية ما بين الخامسة والعشرين والرابعة والأربعين عاماً، ونسبة 16.5% كانت ما بين الخامسة والأربعين والرابعة والستين، ونسبة 9% كانت ضمن فئة الخامسة والستين عاماً فما فوق. يوجد لكل 100 أنثى 95.9 ذكر، ويوجد لكل 100 أنثى في الثامنة عشر من عمرها فما فوق 93.5 ذكر.
بلغ متوسط دخل الأسرة في المدينة 33,070 دولارًا، أما متوسط دخل العائلة فبلغ 46,012 دولارًا. وكان متوسط دخل الذكور 30,144 دولارًا مقابل 25,270 دولارًا للإناث. وسجل دخل الفرد الخاص بالمدينة 19,011 دولارًا. وكانت نسبة 10.4% من العائلات ونسبة 20% من السكان تحت خط الفقر، وكان من هؤلاء نسبة 20% تحت سن الثامنة عشر ونسبة 10.5% في الخامسة والستين من العمر وما فوق.

### تعداد عام 2010
بلغ عدد سكان برلينغتون 42,417 نسمة بحسب تعداد عام 2010، وبلغ عدد الأسر 16,119 أسرة وعدد العائلات 6,561 عائلة مقيمة في المدينة. في حين سجلت الكثافة السكانية 1,057 نسمة لكل كيلومتر مربع (2,737.6/ميل2). وبلغ عدد الوحدات السكنية 16,897 وحدة بمتوسط كثافة قدره 421.1 لكل كيلومتر مربع (1,090.6/ميل2).
وتوزع التركيب العرقي للمدينة بنسبة 88.94% من البيض و3.90% من الأمريكيين الأفارقة و0.31% من الأمريكيين الأصليين و3.56% من الأمريكيين ذوي الأصول الآسيوية و0.05% من سكان جزر المحيط الهادئ و0.64% من الأعراق الأخرى و2.60% من عرقين مختلطين أو أكثر و2.70% من الهسبانيون أو اللاتينيون من أي عرق.
بلغ عدد الأسر 16,119 أسرة كانت نسبة 19.8% منها لديها أطفال تحت سن الثامنة عشر تعيش معهم، وبلغت نسبة الأزواج القاطنين مع بعضهم البعض 28.4% من أصل المجموع الكلي للأسر، ونسبة 9.1% من الأسر كان لديها معيلات من الإناث دون وجود شريك، بينما كانت نسبة 3.2% من الأسر لديها معيلون من الذكور دون وجود شريكة وكانت نسبة 59.3% من غير العائلات. تألفت نسبة 35.5% من أصل جميع الأسر من عدة أفراد يعيشون في نفس المنزل ونسبة 8.9% كانت تتألف من شخص يعيش بمفرده يبلغ من العمر 65 عاماً أو أكثر. وبلغ متوسط حجم الأسرة المعيشية 2.19، أما متوسط حجم العائلات فبلغ 2.88.
بلغ العمر الوسطي للسكان 26.5 عاماً. وكانت نسبة 13.5% من القاطنين تحت سن الثامنة عشر، وكانت نسبة 33.2% بين الثامنة عشر والرابعة والعشرين عاماً، ونسبة 25.4% كانت واقعةً في الفئة العمرية ما بين الخامسة والعشرين والرابعة والأربعين عاماً، ونسبة 18.5% كانت ما بين الخامسة والأربعين والرابعة والستين، ونسبة 9.4% كانت ضمن فئة الخامسة والستين عاماً فما فوق. وتوزع التركيب الجنسي للسكان بنسبة 48.6% ذكور و51.4% إناث.

## توأمة
لبرلينغتون اتفاقيات توأمة مع كل من:
- عراد
- بيت لحم
- إيلك
- هونفلير
- موس بوينت
- نيشينومايا

بويرتو كابيزاس
- ياروسلافل

## أعلام
- أوليفر هوارد
- موري بوكتشين
- فيرونيكا لاك
- إيثان ألين
- جون ديوي